# Todd Bennett
Todd Bennett, född 6 juli 1962 i Southampton, Hampshire, död 16 juli 2013 i Southampton, Hampshire, var en brittisk friidrottare som tävlade i kortdistanslöpning främst på 400 meter.
Bennetts främsta merit är från inomhusmästerskap. Två gånger blev han europamästare och vid inomhus-VM 1985 slutade han på andra plats. Utomhus är de främsta meriter en semifinalplats vid VM 1983 i Helsingfors och en kvartsfinalplats vid Olympiska sommarspelen 1984.
Som stafettlöpare i det brittiska laget på 4 x 400 meter hade han större framgångar. Vid OS i Los Angeles 1984 blev det silver och vid VM 1983 blev det brons. Dessutom blev det ett silver vid EM 1982 i Aten.

## Personliga rekord
- 400 meter - 45,51 från 1984